# Newton St Cyres
Newton St Cyres – wieś w Anglii, w hrabstwie Devon, w dystrykcie Mid Devon. Leży 7 km na północny zachód od miasta Exeter i 256 km na zachód od Londynu. W 2001 miejscowość liczyła 867 mieszkańców.